# Pussella botosaneanui
Pussella botosaneanui is een mosselkreeftjessoort uit de familie van de Pussellidae. De wetenschappelijke naam van de soort is voor het eerst geldig gepubliceerd in 1976 door Danielopol.